# Carlo Gasparini
Carlo Gasparini (* 1895 in Florenz; † 1970 in Brüssel) war ein italienischer Diplomat.
Am 19. Januar 1946 heiratete er Gloria Ferrante (* 27. Februar 1921 in Boston; † 28. April 2013 in Rom).

## Werdegang
1949 war er Italienischer Konsul im King David Hotel, Geschäftsträger bei der Jewish Agency for Israel in Jerusalem.
Von 1950 bis 1951 war er Gesandtschaftssekretär erster Klasse in Tel Aviv.
1958 war er Gesandtschaftsrat beim Nordatlantikrat in Paris.
Von 1959 bis 1962 war er Stellvertretender Ständiger Vertreter nächst dem UNO-Hauptquartier, Ministre plénipotentiaire und Direktor des italienischen Informationszentrums in New York, wofür er von Professor Peter Michael Riccio (1898–1990) von der Columbia University für das Studium der italienischen Kultur in den Vereinigten Staaten ausgezeichnet wurde.
| Vorgänger         | Amt                                             | Nachfolger           |
| ----------------- | ----------------------------------------------- | -------------------- |
| Giacomo Silimbani | Italienischer Geschäftsträger in Jerusalem 1949 | Raimondo Giustiniani |